# Amatasi (voilier)
Un amatasi est un type de grande pirogue à balancier traditionnel, à voile austronésienne, utilisé sur les Iles Samoa.   

## Description
Ses voiles sont constitués de feuilles de pandanus (plante arborescente évoquant un cocotier) tissées attachées à 2 longerons. D'une longueur variant entre 9 et 18 m, la coque était parfois construite avec des planches assemblées. La capacité du voilier étaient de 25 hommes, pour des liaisons entre les iles entourant les Samoas. 